# Hans Mayer (Fußballspieler)
Hans Mayer (* 9. Februar 1945; † 4. November 2020) war ein deutscher Fußballspieler.

## Laufbahn
Zur Runde 1968/69 kam aus der 1. Amateurliga Nordwürttemberg vom SSV Ulm der Defensivspieler Hans Mayer zum Bundesligisten VfB Stuttgart. Unter Trainer Gunther Baumann absolvierte der Ex-Amateur auf Anhieb 27 Spiele und erzielte ein Tor. Der VfB belegte trotz der Turbulenzen um die „Inthronisierung“ des „technischen Direktors“ Frantisek Bufka den fünften Rang. Der zumeist linker Verteidiger spielende Ex-Ulmer debütierte am ersten Spieltag der Runde, am 17. August 1968, beim 1:1-Heimremis gegen den TSV 1860 München in der Fußball-Bundesliga. In seiner zweiten Bundesligasaison 1969/70 absolvierte er unter Trainer Franz Seybold 21 Bundesligaspiele und rangierte mit dem VfB auf dem siebten Rang.
Nach seiner Zeit bei den Stuttgartern wechselte er zur Runde 1970/71 zum VfR Heilbronn in die damals zweitklassige Regionalliga Süd und belegte mit den Mitspielern Klaus Schmidt, Martin Kübler und Harry Griesbeck den achten Tabellenplatz. Einen sportlichen Höhepunkt erlebte er am 12. Dezember 1970 in der 1. DFB-Pokalhauptrunde beim Heimspiel gegen den Pokalverteidiger Kickers Offenbach. Vor 15.000 Zuschauern gelang Mayer in der 89. Spielminute der Treffer zum 2:0-Endstand. Auch in der Saison 1971/72 gehörte er der VfR-Elf an, die in der Regionalliga Süd wiederum den achten Platz belegen konnte. Zur Runde 1972/73 schloss er sich dem Regionalligakonkurrenten SpVgg Ludwigsburg an.